# Falls City (Texas)
Falls City é uma cidade localizada no estado norte-americano do Texas, no Condado de Karnes.

## Demografia
Segundo o censo norte-americano de 2000, a sua população era de 591 habitantes.
Em 2006, foi estimada uma população de 604, um aumento de 13 (2.2%).

## Geografia
De acordo com o United States Census Bureau tem uma área de
2,3 km², dos quais 2,3 km² cobertos por terra e 0,0 km² cobertos por água. Falls City localiza-se a aproximadamente 91 m acima do nível do mar.

## Localidades na vizinhança
O diagrama seguinte representa as localidades num raio de 32 km ao redor de Falls City.